# Márlon Reis
Márlon Jacinto Reis, (Pedro Afonso, 10 de dezembro de 1969), é um jurista, advogado e ex-magistrado brasileiro, relator da Lei da Ficha Limpa e idealizador da expressão "Ficha Limpa".
Ganhou notoriedade como juiz de direito, cargo que ocupou até abril de 2016, e pelo combate à corrupção no Brasil. Foi o primeiro juiz a impor a candidatos a prefeito e a vereador que revelassem os nomes dos financiadores de suas respectivas campanhas antes da data da eleição.  Em 2010 chegou a ser indicado pelo a Associação Brasileira dos Magistrados, Procuradores e Promotores Eleitorais (Abramppe) para ministro do Supremo Tribunal Federal (STF).
Foi candidato a governador do Estado do Tocantins em 2014 e 2018, pelo partido REDE e candidato a deputado federal pelo PSB em 2022. Atualmente não está mais filiado a nenhum partido.
Reis é um dos fundadores do Movimento de Combate à Corrupção Eleitoral (MCCE). Atualmente exerce advocacia em diversas áreas de atuação, com ênfase para o direito eleitoral, em defesa de diversos candidatos, agentes políticos e partidos políticos.

## Biografia
Nasceu em 10 de dezembro de 1969 em Pedro Afonso (TO), filho de Arlete Jacinto Reis e Dourival Alves dos Reis.
Em 2002, idealizou e fundou com lideranças sociais, o Movimento de Combate à Corrupção Eleitoral (MCCE), rede de abrangência nacional que reúne 50 das mais importantes organizações sociais brasileiras.
Em 2008, foi designado para auxiliar a presidência do Tribunal Superior Eleitoral (TSE), onde idealizou e coordenou a realização de 1.500 audiências públicas em todo o território nacional. Os eventos se deram durante a “Campanha Eleições Limpas”.
Em 2010 foi o relator da Lei da Ficha Limpa, e obteve 1,6 milhão de assinaturas. A lei foi aprovada em junho do mesmo ano após a coleta das assinaturas.
Em janeiro de 2016 Márlon Reis recebeu o título de doutor pela Universidad de Zaragoza, na Espanha, por sua tese La construcción social del principio constitucional de la protección.
Em novembro de 2015 foi agraciado com o título de cidadão benemérito da cidade de Vinhedo (SP), através de propositura do vereador Rodrigo Paixão.
No início de dezembro de 2016, em nome do REDE, entrou com uma liminar no STF que pediu o afastamento do senador Renan Calheiros da presidência do Senado, baseado no próprio entendimento da Corte de que réu não poderia estar na linha de sucessão presidencial do Brasil. A liminar foi aceita em 5 de dezembro pelo ministro Marco Aurélio Mello. Entretanto não chegou a ser cumprida pelo Senado que aguardou o plenário do STF se manifestar. Em 7 de dezembro o STF decidiu por 6 votos a 3 manter Renan Calheiros na presidência do Senado.
Em 2018, na eleição suplementar para o governo do Tocantins realizada em junho, após a cassação de Marcelo Miranda (PMDB), foi candidato a chefia do executivo. Terminou em quinto lugar, com 56 mil votos. Nas eleições gerais ordinária, realizada em outubro do mesmo ano, recebeu 47 mil votos, terminando em terceiro lugar no pleito vencido pelo governador Mauro Carlesse.

## Posicionamentos
Em 2014 em entrevista a ÉPOCA, Márlon Reis defendeu o fim das doações privadas a campanhas eleitorais e a votação em dois turnos para o Legislativo, em que primeiro se vota no partido e depois nos candidatos, além da permissão à propaganda na internet.
Em outubro de 2016, Marlon Reis e o ministro do STF Luís Roberto Barroso defenderam mudanças no foro privilegiado. Eles estiveram com senadores que integram a Comissão de Constituição, Justiça e Cidadania (CCJ) e defenderam modificações no modo como autoridades com foro privilegiado devem ser julgadas. Eles sugeriram a criação de uma vara especializada em Brasília, formada por um juiz principal e auxiliares, para cuidar dos casos. O presidente da CCJ, José Maranhão (PB), disse se empenhar em acelerar a tramitação da PEC do foro, de autoria do senador Álvaro Dias.

## Prêmios
- Agraciado com o prêmio do Instituto Innovare em 2004, concedido pela Fundação Getúlio Vargas (FGV), pelo Ministério da Justiça e Associação dos Magistrados Brasileiros (AMB), ao defender o diálogo entre a justiça eleitoral e a sociedade civil organizada.[22]

- Considerado pela Revista Época um dos 100 brasileiros mais influentes de 2009.[9]